# 掠奪性出版
掠奪性出版集團（predatory publishing），是指這類學術出版商是為了學術灌水或以此牟利而組織發表大量低品質的學術會議和期刊。這類出版商藉由對作者收取高額的版面费，略過專業的學術編輯和審查機制，以花錢就能發表的特點大量吸引有發表論文壓力或者想累積國際研討會經歷的學者在這些期刊上發表論文，或者誤導不知情的學者投稿，並以此獲利。Beall's List是Jeffrey Beall在2017年1月之前定期更新的報告，列出掠奪性出版物分類的準則，並且列出符合該準則的出版商及獨立期刊。不過Jeffrey Beall自2017年1月起已不再發布Beall's List。2013年，《科學》記者約翰·伯罕農刻意杜撰論文投書開放獲取期刊藉此測試此類科學期刊的同行評審程序，結果大約60%的期刊通過這篇錯漏百出的僞造論文，當中不乏愛思唯爾、賽吉、威科集團等著名出版集團的期刊。有說法指出，開發中國家的新進學者有成為這類出版模式受害者的風險。

## 掠夺性出版社
- 世界科学、工程与技术学会
- Science Publishing Group(en)

## 外部連結
- .   [2017-01-28]. （原始内容存档于2016-12-02）.
- .   [2017-01-24]. （原始内容存档于2016-12-22）.
- Think.Check.Submit.